# Batrachorhina kenyensis
Batrachorhina kenyensis är en skalbaggsart som beskrevs av Stefan von Breuning 1960. Batrachorhina kenyensis ingår i släktet Batrachorhina och familjen långhorningar.
Artens utbredningsområde är:
- Kenya.
- Malawi.

Inga underarter finns listade.